# Aleksandr Aksienionok
Aleksandr Gieorgijewicz Aksienionok (ros. Алекса́ндр Гео́ргиевич Аксенёнок, ur. 10 kwietnia 1942 w Czermozie w obwodzie mołotowskim, obecnie obwód permski) – radziecki i rosyjski dyplomata.

## Życiorys
W 1963 ukończył Moskiewski Państwowy Instytut Stosunków Międzynarodowych, został kandydatem nauk prawnych, od 1963 pracował w Ministerstwie Spraw Zagranicznych ZSRR. Zajmował różne stanowiska dyplomatyczne w centralnym aparacie MSZ ZSRR i za granicą, 1966-1968 pracował w Ambasadzie ZSRR w Libanie, 1968-1971 w Ambasadzie ZSRR w Iraku, 1975-1978 w Egipcie, a 1978-1981 w Jemenie. W latach 1984–1988 był posłem-radcą Ambasady ZSRR w Syrii, 1988-1990 głównym doradcą, zastępcą szefa i szefem wydziału Zarządu Ocen i Planowania, a od 1991 do 4 września 1995 ambasadorem nadzwyczajnym ZSRR/Rosji w Algierii. W latach 1995–1996 był głównym doradcą Departamentu I Europejskiego MSZ Rosji, 1996-1998 posłem do zleceń specjalnych, a od 11 listopada 1998 do sierpnia 2002 ambasadorem nadzwyczajnym i pełnomocnym ZSRR na Słowacji, następnie przeszedł na emeryturę. Zna języki angielski, francuski i arabski.